# Baton Dalmatski
Baton ali Bato Dalmatski, sin Longarja Dalmatskega in poglavar ilirskega plemena Dalmatov, ki se je leta 200 pr. n. št. pridružil Rimljanom v vojni proti Filipu V. Makedonskemu.

## Sklic
1. ↑  Tit Livij, xxxi. 28.

## Vir
- J.J. Wilkes (1992). The Illyrians. Oxford : Blackwell. ISBN 0-631-19807-5.